# Gałuskinit
Gałuskinit – minerał odkryty w 2009 r. w skałach kontaktowych nad jeziorem Bajkał przez mineralogów z międzynarodowego zespołu, kierowanego przez niemieckiego krystalografa Thomasa Armbrustera z Uniwersytetu w Bernie.
Nowy minerał został nazwany na cześć pracowników Wydziału Nauk o Ziemi Uniwersytetu Śląskiego Iriny i Jewgienija Gałuskinów za ich wkład w mineralogię wysokotemperaturowych skarnów.